# Ruta de Illinois 165
La Ruta de Illinois 165, y abreviada IL 165 (en inglés: Illinois Route 165) es una carretera estatal estadounidense ubicada en el estado de Illinois. La carretera inicia en el oeste desde la IL 9     en Merna hacia el este en la IL 47     en Sibley. La carretera tiene una longitud de 47,7 km (29.64 mi).

## Mantenimiento
Al igual que las autopistas interestatales, y las rutas federales y el resto de carreteras estatales, la Ruta de Illinois 165 es administrada y mantenida por el Departamento de Transporte de Illinois por sus siglas en inglés IDOT.